# Kali (träd)

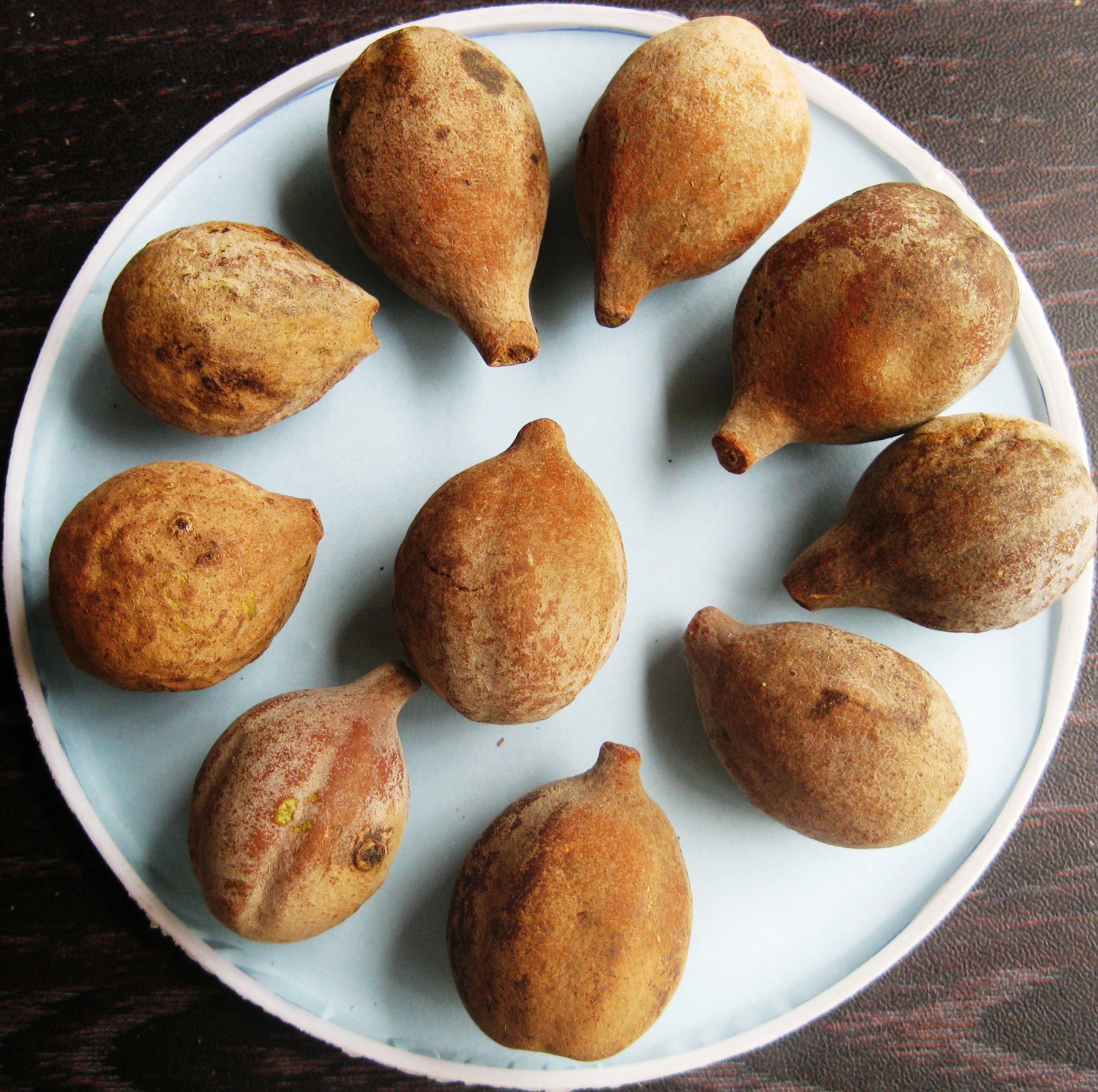
Kali (Terminalia bellirica) frukter.

Kali är det indiska namnet på trädet Terminalia bellirica från sydöstra Asien. Där växer det på torra slätter och låga kullar. Ur frukterna får garvämnen som används i läderindustrin. Tidigare har frukterna används till att tillverka tärningar. Det används ibland som park- och alléträd i stadsmiljö. 
Bildar ett stort lövfällande träd, till 50 m högt och med en diameter i brösthöjd på 2–3 meter. Barken är blåaktig eller askgrå, men många längsgående gula sprickor. Blad spiralställda eller kransställda i skottens spetsar, de brett elliptiska till smal äggrunda, 4–20 cm långa och 2–11 cm breda. Blommorna sitter i 3–15 cm långa ax som kommer från bladvecken och blir 6–7 mm i diameter. De är gulaktiga, kronblad saknas. Fruken är ett femkantigt bär.

## Synonymer
- Myrobalanus bellirica Gaertn.
- Terminalia bellirica var. laurinoides (Teijsm. & Binnend. ex Miq.) Clarke
- Terminalia laurinoides Teijsm. & Binnend. ex Miq.
- Terminalia punctata Roth